# ورل الصخور
ورل الصخور (الاسم العلمي: Varanus albigularis) هو نوع من الوِرْلان يتبع فصيلة الورليات. يستوطن هذا النوع إفريقيا جنوب الصحراء الكبرى. إنه في المتوسط أكبر سحلية موجودة في القارة.